# Raziezd 18
Raziezd 18 (en rus: Разъезд 18) és un poblet del krai de Khabàrovsk, a Rússia, que el 2012 tenia 32 habitants.